# Faisal Husseini
Faisal Abdel Qader Al-Husseini (en árabe: فيصل عبدالقادر الحسيني) (Bagdad, 17 de julio de 1940-Kuwait (ciudad), 31 de mayo de 2001) fue un político palestino que fue considerado un posible líder de futuro del pueblo palestino.

## Biografía
Faisal Husseini nació en Bagdad, hijo de Abdelkader al-Husayni, comandante de las fuerzas árabes durante el sitio de Jerusalén de 1948, nieto de Musa Kazim al-Husayni, antiguo alcalde de Jerusalén, y sobrino nieto de Amin al-Husayni, antiguo gran mufti de Jerusalén. Estudió en El Cairo, Bagdad y Damasco, y fue miembro cofundador de la Unión General de Estudiantes Palestinos (UGEP) en 1959.
Husseini trabajó para la Organización para la Liberación de Palestina (OLP) desde su creación en Jerusalén, como director adjunto del Departamento de Organización Pública, cargo que desempeñó de 1964 a 1965. Más tarde recibió entrenamiento militar en el Colegio Militar de Damasco, después de lo cual se unió al Ejército por la Liberación de Palestina en 1967.
En 1979, Husseini fundó la Sociedad de Estudios Árabes (Arab Studies Society), de la que era presidente, en Orient House, una casa que pertenecía a su familia.
A partir de 1982-1987, en repetidas ocasiones Israel lo puso bajo arresto domiciliario y le prohibió salir de la ciudad. Fue encarcelado varias veces de abril de 1987 a enero de 1989, pero se mantuvo activo durante la Intifada.
En 1982, se convirtió en miembro del Consejo Supremo Musulmán de Jerusalén. Posteriormente se desempeñó como portavoz palestino; fue jefe del Consejo Nacional de Jerusalén / Palestina, encabezó la delegación palestina en la Conferencia de Paz de Madrid sobre Oriente Medio y en las conversaciones posteriores, lideró la facción de Fatah en Cisjordania, y fue Ministro de la Autoridad Palestina sin cartera.
Su último cargo fue el de ministro de la Autoridad Palestina para Asuntos de Jerusalén. Murió mientras trataba de mejorar las relaciones entre el gobierno de Kuwait y la OLP, que se habían roto en el momento de la Guerra del Golfo de 1991.
Husseini era considerado como un pragmático por los periodistas. Aprendió a hablar hebreo y aparecía regularmente en programas de radio y televisión en Israel para explicar el punto de vista de los palestinos.
Husseini murió aparentemente de un ataque al corazón en Kuwait el 31 de mayo de 2001. Después de la muerte de Husseini, la policía israelí se apoderó de su sede, la Casa de Oriente. Husseini fue enterrado en la tumba familiar cerca de la Cúpula de la Roca, en un funeral al que asistieron miles de personas.

## Legado
La Fundación Faisal Husseini (FHF) fue creada en su memoria.